# Assmannshausen
Assmannshausen is sinds de gemeentelijke herindeling in 1977 een deelgemeente van Rüdesheim am Rhein. Binnen Duitsland is het dorp bekend om zijn rode wijn gemaakt van de Spätburgunder.
Toerisme en wijnbouw hebben deze gemeente gevormd. De Assmanshäuser Höllenberg geldt als bekende wijngaard van Assmannshausen.
Boven Assmannshausen ligt de gemeente Aulhausen. Verder in stroomafwaartse richting stoot men op de stad Lorch en in stroomopwaartse richting op de stad Rüdesheim.
Assmannshausen was tot 1983 een kuurgemeente.

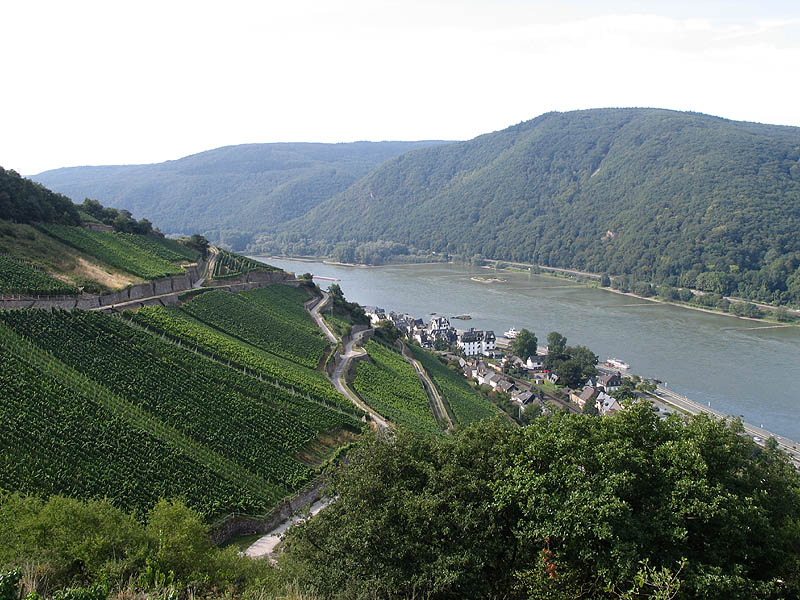
Assmannshausen (Höllenberg)